# Boana aguilari
Boana aguilari (Lehr, Faivovich, and Jungfer, 2010) è una rana della famiglia Hylidae, endemica del Perù. Gli scienziati l'hanno visto tra i 1225 e 2080 metri sul livello del mare. Questa rana vive nella regione di Pasco, nelle Ande.
La rana maschio adulta misura 33,7-43,8 mm in lunghezza e la femmina adulta 33,7-50,0 mm. Il maschio ha gli arti anteriori ipertrofati e le spine ossee, ma non ha il cuscinetto nuziale sui piedi anteriori visto in molte altre rane maschi adulti. La testa e il dorso di questa rana sono di colore beige con chiari segni oliva. La gola è di colore giallo-verde. La pancia e il petto sono di colore bianco e le estremità sono grigie. L'iride dell'occhio è marrone chiaro o rosa con reticolazioni nere.